# Francesc Coma i Vives
Francesc Coma i Vives (Barcelona, 5 de juny de 1898 - Barcelona, 26 de desembre de 1951) fou un futbolista català de les dècades de 1910 i 1920.

## Trajectòria
Començà a la posició de defensa esquerre, acabant com a defensa dret. Defensà els colors de l'Atlètic FC de Sabadell. L'any 1918 fitxà pel FC Barcelona, on hi romangué fins a 1927, disputant 162 partits oficials, en els quals marcà 3 gols. Durant aquests anys guanyà quatre Copes d'Espanya i 8 Campionats de Catalunya. Disputà un partit amb la selecció catalana l'any 1924, que l'enfrontà a l'Avenç en homenatge a Gabriel Bau. Va concloure la seva carrera a la UE Sants.

## Palmarès
- Campionat de Catalunya de futbol:
  - 1918-19, 1919-20, 1920-21, 1921-22, 1923-24, 1924-25, 1925-26, 1926-27
- Copa espanyola:
  - 1920, 1922, 1925, 1926